# Bubble Mix
Albums de Aqua
Aqua Mania Remix
(1998) Aquarius
(2000)
Bubble Mix est le second album de remixes d'Aqua. Réalisé en 1998, il succède à Aqua Mania Remix.

## Pistes de l'album
- Roses Are Red (Club Version)
- Roses Are Red (Disco 70 Mix)
- My Oh My (Spike Clyde N Eightball Club Mix)
- My Oh My (Disco 70 Mix)
- Barbie Girl (Extended Version)
- Barbie Girl (Perky Park Club Mix)
- Barbie Girl (Dirty Rotten Scoundrel Clinical 12" Mix)
- Doctor Jones (Adrenalin Club Mix)
- Doctor Jones (Antiloop Club Mix)
- Lollipop (Candyman) (Extended Version)
- Turn Back Time (Love to Infinity's Classic Radio Mix)
- Twisted Megamix